# Notiphila spinosa
Notiphila spinosa är en tvåvingeart som beskrevs av Cresson 1948. Notiphila spinosa ingår i släktet Notiphila och familjen vattenflugor. Inga underarter finns listade i Catalogue of Life.